# Veronika Foltová
Veronika Foltová (* 21. září 1980) je česká fyzicky handicapovaná atletka závodící v kategorii F35. V dětství prodělala dětskou mozkovou obrnu.
Sportu se věnuje od roku 1994, kdy začala závodit ve vrhačských disciplínách. V roce 2003 se dostala do české reprezentace, hned na prvním mistrovství Evropy v Assenu téhož roku zvítězila jak v hodu diskem tak i v hodu oštěpem, kde navíc překonala světový rekord. Na Letních paralympijských hrách 2004 v Athénách patřila k nejúspěšnějších českým sportovcům, když získala dvě zlaté (koule a disk) a jednu stříbrnou (oštěp) medaili. Další medaile získala na mistrovství Evropy 2005 v Espoo (oštěp – stříbro, disk a koule – bronz) a na mistrovství světa 2006 v Assenu (koule – bronz).
Vytvořila ve své kategorii několik světových rekordů, například na mezinárodním mistrovství České republiky 2004 dokázala nejdelší světové výkony překonat v hodu diskem, oštěpem i ve vrhu koulí. V roce 2003 byla vyhlášena Paralympionikem roku mezi juniorkami, o rok později skončila v seniorské anketě na druhém místě.
Pracovala jako sekretářka, v roce 2005 začala instalovat motory do leteckých modelů.